# Silvia Clavadetscher
Silvia Clavadetscher-Thürlemann (* 20. Juni 1948 in Rüti ZH; † 28. Mai 2013 in München) war eine Schweizer Altphilologin und Lexikografin.
Nach dem Besuch der Primarschule in Rapperswil SG, des Untergymnasiums in Menzingen ZG und des Obergymnasiums in Fribourg erwarb Thürlemann 1968 am Lycée cantonal pour jeunes filles die Matura Typ A. Anschliessend studierte sie zwei Semester lang an der ETH Zürich und wechselte dann an die Universität Zürich, wo sie Geschichte, Klassische Philologie und Mittellateinische Philologie studierte. Nach dem Lizenziatsexamen im Februar 1975 arbeitete Thürlemann als Stipendiatin des Schweizerischen Nationalfonds am Thesaurus Linguae Latinae in München. Im Herbst 1975 heiratete sie Reto Clavadetscher.
Nach ihrer Rückkehr aus München (1978) besuchte Silvia Clavadetscher Vorlesungen an der Universität Basel, um ihre Studien zu vertiefen. Sie bekam 1980 eine Tochter und 1984 einen Sohn. Nebenbei schrieb sie bei Peter Frei ihre Dissertation, im Januar 1985 wurde sie an der Universität Zürich mit der Arbeit ΠΟΛΕΜΟΣ ΔΙΚΑΙΟΣ und BELLUM IUSTUM: Versuch einer Ideengeschichte promoviert.
Seit 2004 war sie in München ehrenamtlich (solo onere contenta) als Redaktorin erneut für den Thesaurus Linguae Latinae tätig. Zum 1. Januar 2009 wurde sie zur Generalredaktorin des Thesaurus Linguae Latinae ernannt. Unter ihrer Leitung wurden die letzten Lieferungen des Buchstaben P veröffentlicht und die Bearbeitung der Buchstaben N und R begonnen.

## Veröffentlichungen
- Polemos dikaios und bellum iustum. Versuch einer Ideengeschichte. Juris Druck und Verlag, Zürich 1985, ISBN 3-260-05116-3 (Zugleich: Zürich, Univ., Diss., 1985).
- Familiares explanationes. Bemerkungen zur „Navis Stultifera“ des Jodocus Badius Ascensius. In: Adolf Reinle, Ludwig Schmugge, Peter Stotz (Hrsg.): Variorvm mvnera florvm. Latinität als prägende Kraft mittelalterlicher Kultur. Festschrift für Hans F. Haefele zu seinem 60. Geburtstag. Thorbecke, Sigmaringen 1985, ISBN 3-7995-7035-7, S. 329–338.
- Ceterum censeo Carthaginem esse delendam. In: Gymnasium. 81, 1974, S. 465–474.